# フアン・バン・デル・アメン
フアン・バン・デル・アメン（Juan van der Hamen y (Gómez de) León、1596年4月8日（洗礼日）- 1631年3月28日）はスペインの画家である。静物画を得意とし、スペイン独自の静物画の展開に重要な役割をはたした。

## 略歴
マドリードで生まれた。父親のJuan van der Hamenはフランドル人の宮廷の役人、軍人で、1586年以前にブリュッセルからマドリードに移ってきた人物である。画家でもあったとする説もあるがその証拠はない。母親のDorotea Witman Gómez de Leónはトレドの名家の出身であった 。作家になった2人の兄弟はスペインの出身を強調するために祖母の姓、Gómez de Leónまたはその一部の Leónを用いた。
フェリペ2世の宮廷で働くようになり、画家としての仕事もするようになった。1615年にはマドリードで結婚しており、それまでにマドリードの宮廷画家たちに学び、修行を終えて画家として認められるようになったと考えられている
。1619年にエル・パルドの宮殿ために描いた静物画が残されている。
1631年に35歳で亡くなるまでフェリペ3世、フェリペ4世のもとで働き、静物画、宗教画、肖像画など様々な絵画を描いた。
1623年にフェリペ4世付きの宮廷画家となったディエゴ・ベラスケスと同時期の画家である。
作品はプラド美術館 (マドリード) などに収蔵されている。

## 作品

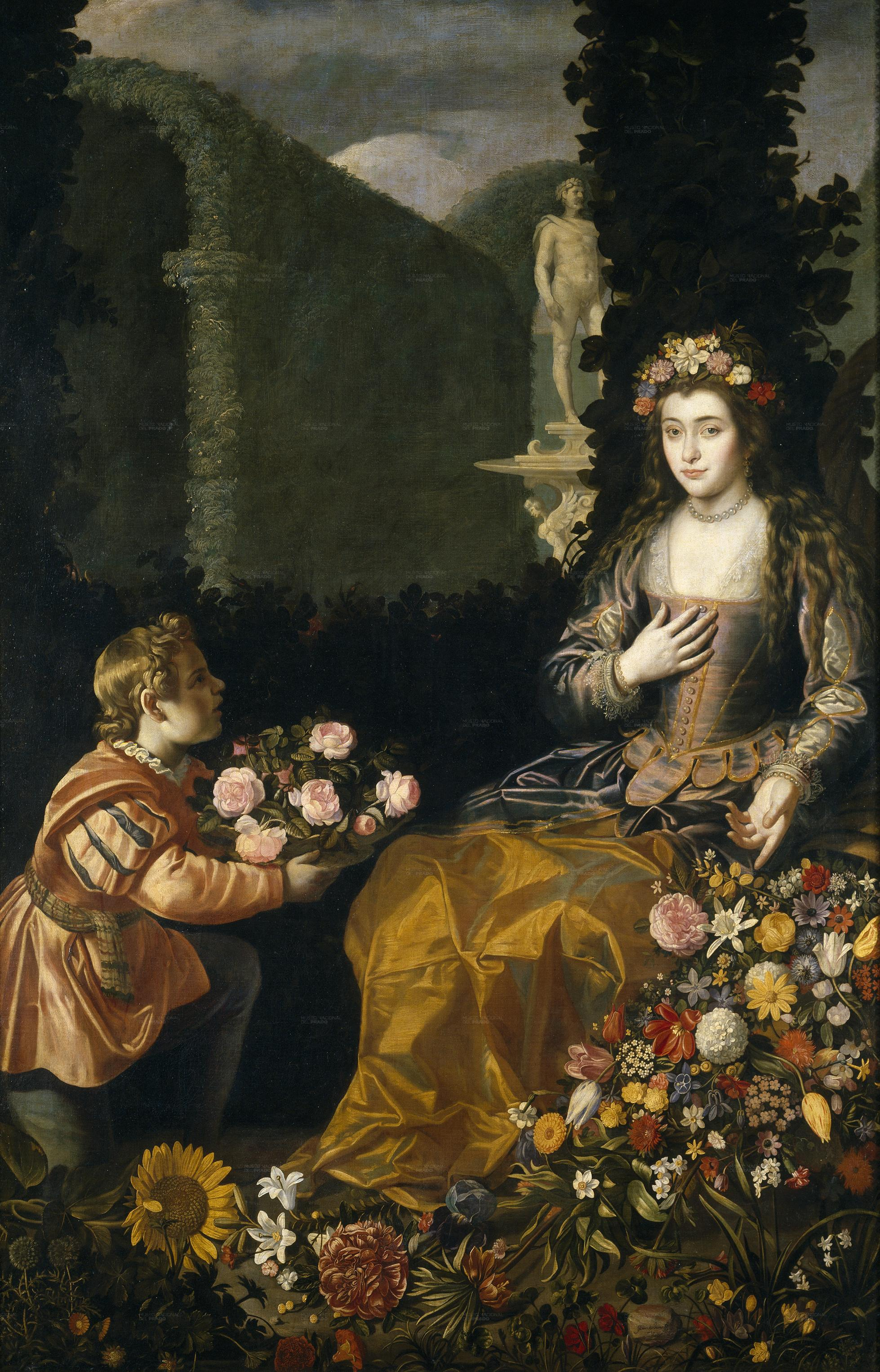
花を捧げる
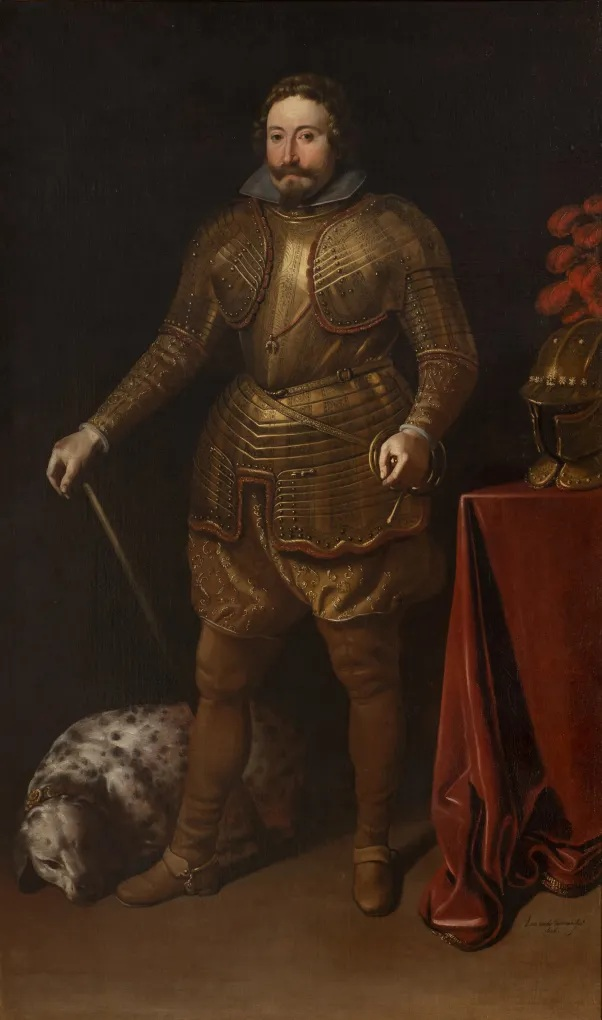
肖像画
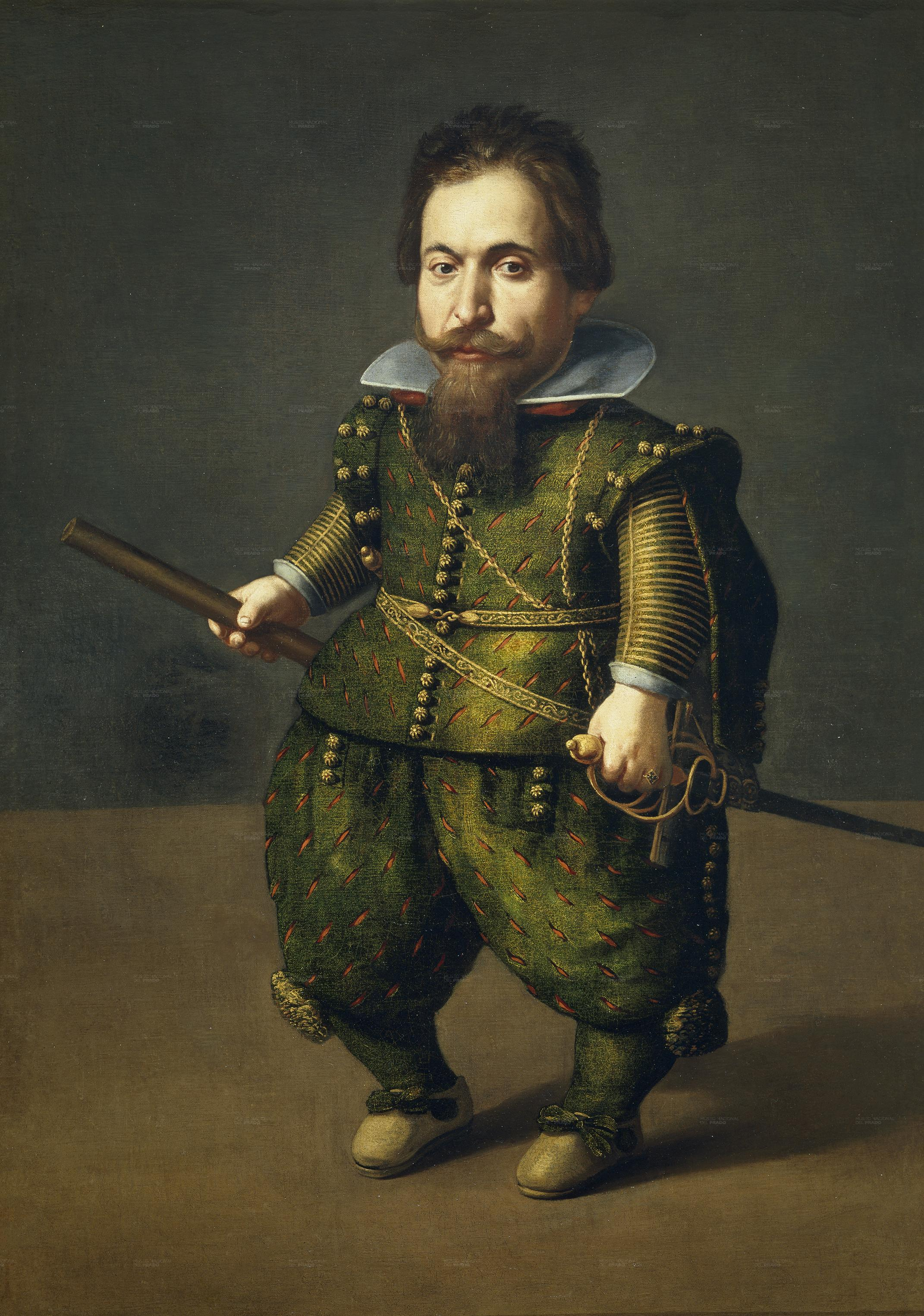
矮人の肖像画
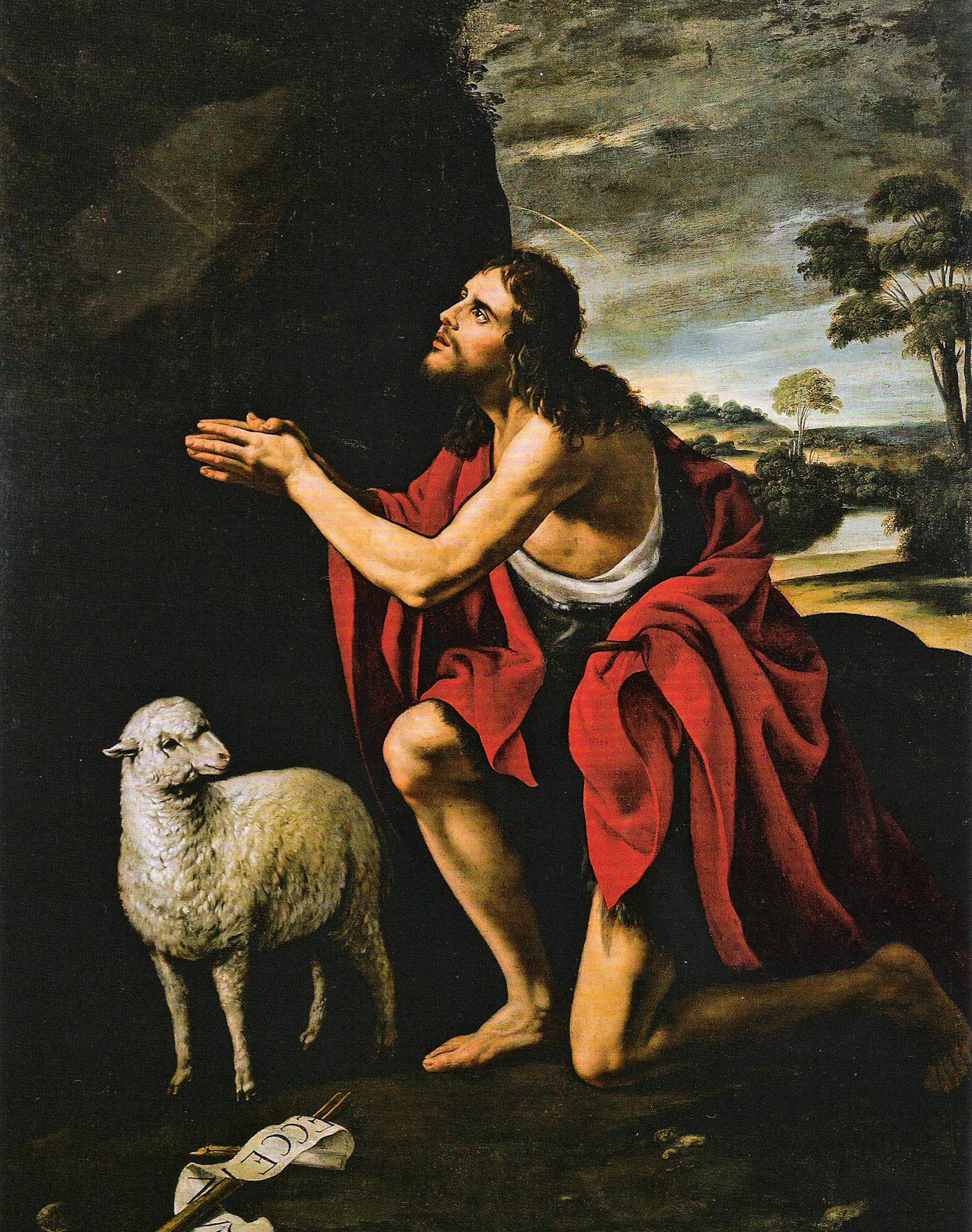
洗礼者ヨハネ

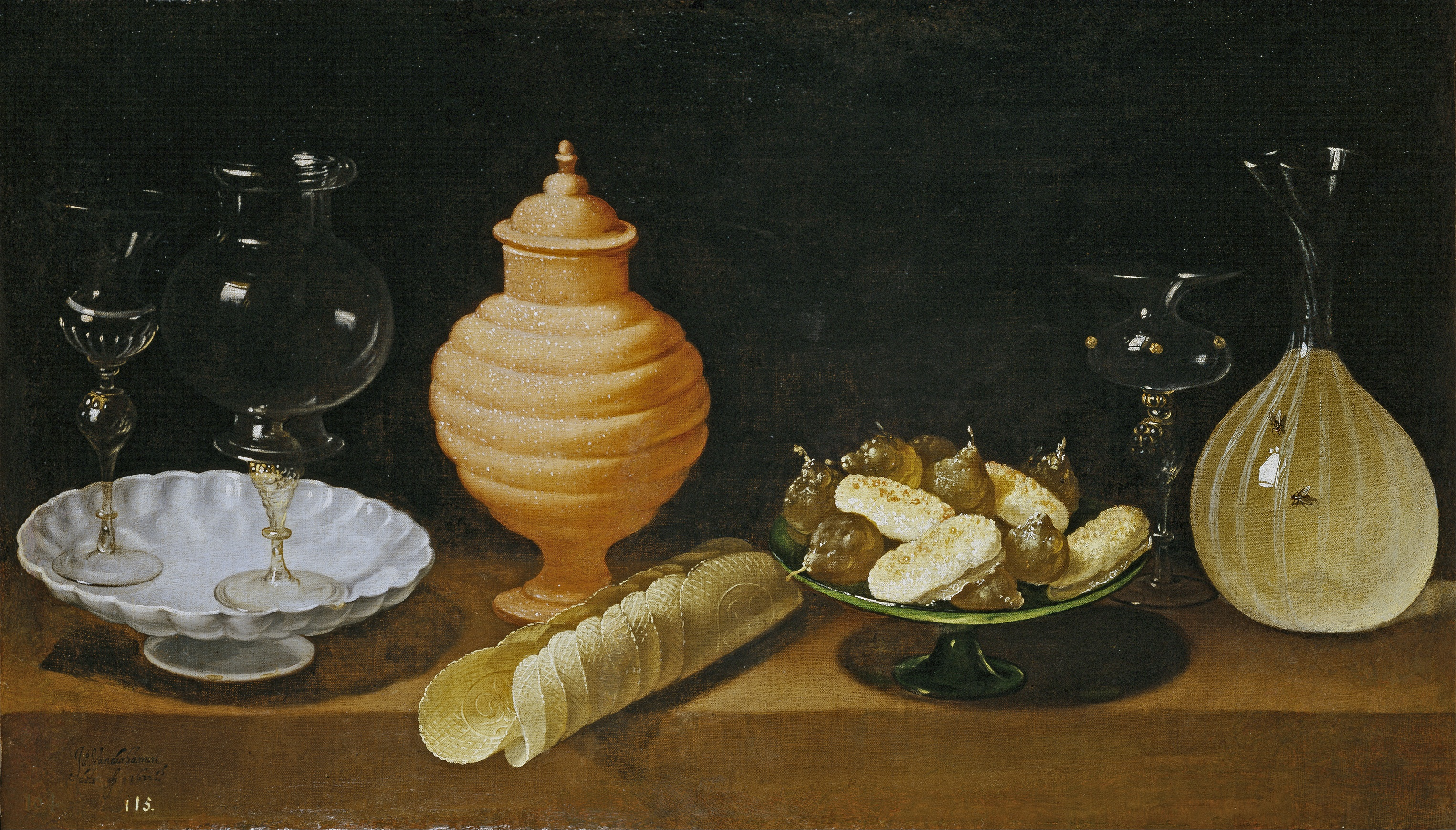
『菓子とガラス器のある静物』
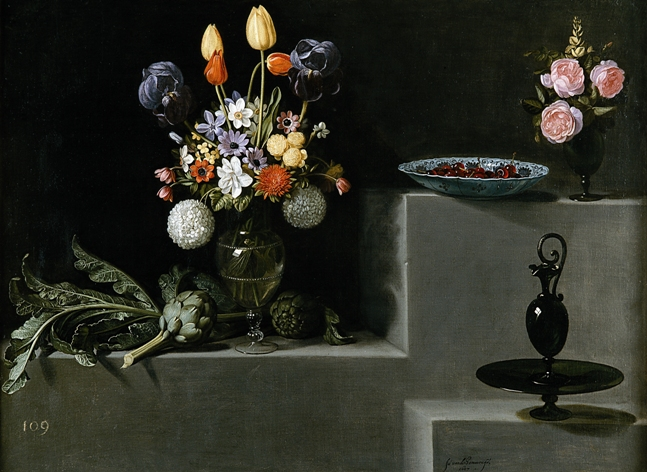
『アーティチョーク、花、ガラス器のある静物』
静物画
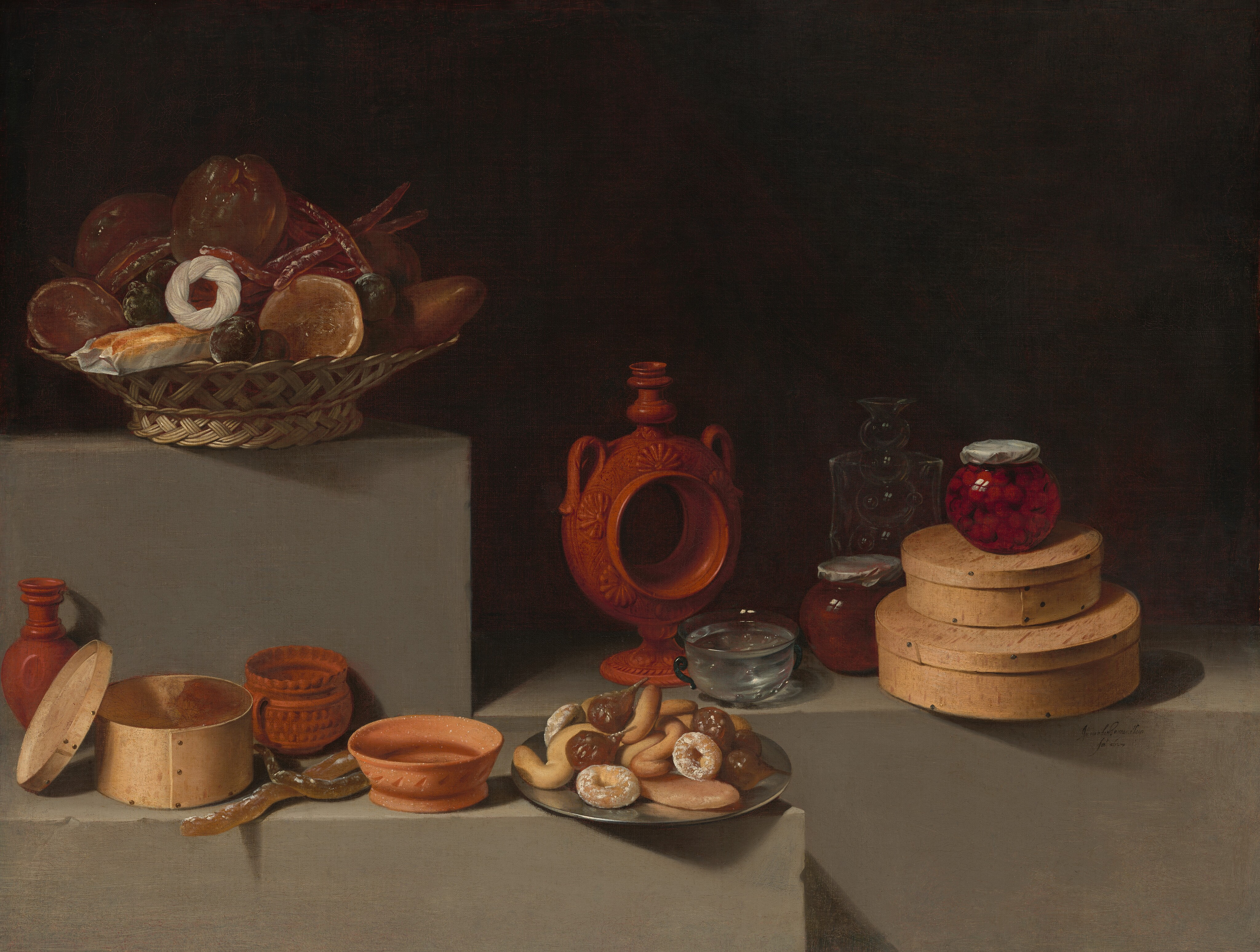
静物画